# Dracy-Saint-Loup
 Dracy-Saint-Loup  es una población y comuna francesa, en la región de Borgoña, departamento de Saona y Loira, en el distrito de Autun y cantón de Autun-Nord.

## Demografía
| 546 | 480 | 477 | 575 | 663 | 615 |
| Para los censos de 1962 a 1999 la población legal corresponde a la población sin duplicidades (Fuente: INSEE [Consultar]) |     |     |     |     |     |